# Рихти (заказник)
Ри́хти — гідрологічний заказник місцевого значення в Україні. Розташований у межах Малинського району Житомирської області, на південний захід від смт Чоповичі. 
Площа 85 га. Статус надано згідно з рішенням 9 сесії Житомирської облради від 09.09.2009 року, № 883. Перебуває у віданні ДП «Малинське ЛГ» (Чоповицьке лісництво, кв. 54). 
Створений з метою охорони частини лісового масиву з середньовікових та пристигаючих соснових і (менше) березових насаджень. Особливо цінним на території заказника є рідкісне мезотрофне болото. 